# Thomas Bickel
Thomas Bickel (født 6. oktober 1963 i Aarberg, Schweiz) er en tidligere schweizisk fodboldspiller, der spillede som midtbanespiller. Han var på klubplan tilknyttet FC Zürich og Grasshoppers, og havde desuden et ophold i japanske Vissel Kobe, hvor han i 1996-97-sæsonen var holdkammerat med danske Michael Laudrup.
Bickel spillede mellem 1986 og 1995 51 kampe og scorede fem mål for det schweiziske landshold. Han repræsenterede sit land ved VM i 1994 i USA.